# Csiky Ottó
Csiky Ottó, dr. (Budapest, 1928. május 29. - Budapest, 2008. február 18.) magyar jogász, a családjog kiemelkedő művelője.

## Életpályája
Az ELTE Jogtudományi Karán 1951-ben szerzett jogi diplomát. Kezdetben a kulturális igazgatásban, majd földnyilvántartási munkakörben dolgozott. 1955-től  Tapolcán járásbíró,  majd 1959-ben a járásbíróság elnöke volt.  1959-től 1967-ig az Igazságügyi Minisztériumban dolgozott főelőadóként, majd oktatási osztályvezetőként. 1967-től, tíz éven át a Baranya Megyei bíróság elnöke volt. Pécsett a Janus Pannonius Tudományegyetem családjogi tanszékén tanított. 1977-től 1990-ig a Legfelsőbb Bíróság elnökhelyettese. Éveken keresztül a Magyar Televízió Jogi esetek című műsorának állandó szakértője volt. 1990 és 1993 között ő volt a Magyar Autóklub elnöke. Számos családjogi tárgyú könyve jelent meg.

## Tudományos fokozatai
- Az állam és jogtudományok kandidátusa (1972),
- Az állam és jogtudományok  doktora (1990).

## Művei
- A modern házasság problémái. Bp., 1965.
- A gyermek családi jogállása. Bp., 1973.
- A házasság felbontása. Bp., 1990.
- A családjog kézikönyve. Bp., 1995.
- Apasági perek, apaságvizsgálat. Bp., 1997.
- A házasság megkötése, felbontása, házastársi tartás. Bp., 1999.